# 在ガボン日本国大使館
在ガボン日本国大使館（フランス語: Ambassade du Japon au Gabon、英語: Embassy of Japan in Gabon）は、ガボンの首都リーブルヴィルにある日本の大使館。

## 沿革
1960年8月17日、フランスから独立したガボンを日本が承認。1972年1月、リーブルヴィルに在ガボン日本国大使館が開設された。爾後、半世紀以上にわたって大使館が存続している。

## 所在地
Boulevard du Bord de Mer, Libreville

## 管轄地域
ガボン全域に加えてサントメ・プリンシペ、赤道ギニアも兼轄しており、リーブルヴィルの大使館が在サントメ・プリンシペ日本国大使館（ポルトガル語: Embaixada do Japão em São Tomé e Príncipe、英語: Embassy of Japan in Sao Tome and Principe）、在赤道ギニア日本国大使館（スペイン語: Embajada del Japón en Guinea Ecuatorial / Embajada de Japón en Guinea Ecuatorial、英語: Embassy of Japan in Equatorial Guinea）としての役割も果たしている。